# Lo Stato commerciale chiuso
Lo Stato commerciale chiuso (Der geschlossene Handelsstaat) è un libro di J.G. Fichte, pubblicato nel 1800, che tratta di filosofia politica.
“Si è finora solo in parte ed unilateralmente compreso l’ufficio dello Stato, come quello cioè di un istituto rivolto a conservare, per mezzo delle leggi, i cittadini nel possesso in cui ciascuno si trova. Si è trascurato il più importante dovere dello Stato, che è quello di porre prima ciascuno in possesso di ciò che gli spetta. Ma non è possibile adempiere questo dovere, se non quando sia distrutta l’anarchia commerciale, come si è distrutta gradatamente l’anarchia politica, e siasi chiuso commercialmente lo Stato, com’esso è chiuso nella sua legislazione e nei suoi attributi giudiziari”.
“Così solamente viene assicurato a ciascuno il suo - non quello che gli derivi dalla cieca fortuna, o dallo sfruttamento di altri, o dalla violenza - ciò che gli tocchi di diritto. Nello Stato secondo ragione tutti sono servitori del tutto, e partecipano con giustizia ai beni del tutto. Nessuno può arricchirsi in modo particolare, ma nessuno neppur impoverire. A tutti è garantita la durata di questa condizione, e anche al tutto una pacifica ed equabile stabilità”.
L’autore affronta il tema di come debba configurarsi, secondo i concetti filosofici del diritto, lo Stato “secondo ragione”, ossia ideale. La politica consiste nell'individuare i mezzi per condurre gradualmente dallo Stato realmente esistente a quello secondo ragione.
Compito dello Stato, secondo Fichte, non è tanto tutelare i diritti e le proprietà individuali, così come si trovano, (come sostenevano i liberali), quasi fossero diritti indipendenti dallo Stato; suo dovere è invece "dare a ciascuno il suo", ossia di immettere ciascuno nella sua proprietà. Infatti solo con il contratto sociale nasce il diritto di proprietà, inteso come diritto all’uso esclusivo di un bene o all’esercizio riservato di un’attività. A seguito del contratto sociale la proprietà viene suddivisa, e poiché tutti hanno un uguale diritto a vivere e a vivere il più agiatamente possibile, ciò che esiste dovrà essere diviso egualmente tra tutti.
Vengono immaginate tre classi sociali. Gli agricoltori avranno diritto a un appezzamento di terreno. Gli artigiani avranno invece diritto al proprio lavoro in modo esclusivo. Ogni categoria professionale ha il diritto/dovere di produrre e smerciare agli altri i propri prodotti e ottenere il necessario per vivere; alla mediazione provvederà la classe dei commercianti. Restano infine gli impiegati pubblici, mantenuti tramite le imposte. Il governo dovrà determinare il numero di lavoratori per ogni mestiere, secondo le necessità e il grado di sviluppo economico.
Per garantire la sicurezza del lavoro, il governo dovrà fissare il giusto prezzo di ogni merce, e garantire lo smercio dei prodotti, ossia assicurare l'equilibrio commerciale. Ciò ha un’importante conseguenza: poiché solo i cittadini sono soggetti alle leggi dello Stato, per mantenere l’equilibrio commerciale, ogni commercio con i paesi stranieri dovrà essere proibito, ossia occorre instaurare lo "Stato commerciale chiuso”.
Il libero commercio internazionale viene ritenuto retaggio di un’epoca passata, in cui gli Stati nazionali non esistevano. Tale ordinamento viene accusato di generare competizione e disuguaglianza all’interno, perché la fortuna di ciascuno dipende solo dal caso, e guerre per il predominio commerciale all’esterno.
Per raggiungere l’obbiettivo finale, lo Stato dovrà svolgere alcune azioni preventive: dotarsi una moneta a circolazione esclusivamente locale (diversa da oro e argento), dal valore inalterabile; raggiungere i propri “confini naturali” in modo da avere una sufficiente estensione territoriale; favorire la sostituzione delle importazioni con prodotti nazionali.
La completa chiusura commerciale porterà, secondo l’autore, enormi benefici: sicurezza economica a livello individuale, poiché ognuno avrà la garanzia del proprio lavoro e benessere, e pace perpetua a livello collettivo, non avendo lo Stato più nulla da chiedere agli altri. Solo la scienza resterà patrimonio comune, e dotti e artisti potranno comunicare e viaggiare liberamente.
Fichte propone in sostanza, come modello economico, una sorta di socialismo preindustriale, basato non sull’abolizione della proprietà privata ma sulla sua universale distribuzione. Concepisce uno Stato interventista in economia, e fortemente protezionista, benché i mezzi di produzione rimangano privati.

## Edizioni
- (DE) Johann Gottlieb Fichte, Der geschlossene Handelsstaat, CreateSpace Independent Publishing Platform, 2013.